# Michele di Giovanni da Fiesole
Michele di Giovanni da Fiesole, llamado el Griego (Fiesole, 1418 - 1458) fue un arquitecto y escultor italiano.

## Biografía
También conocido como Michele di Giovanni di Bartolo, o el griego de Fiesole, se forma en Florencia en la escuela de Michelozzo y Bernardo Rossellino. Alrededor de 1440 realiza los armarios de madera con incrustaciones en la sacristía de la Basílica de Santa Cruz (Florencia).
Desde 1454, se trasladó a Urbino, donde participa en el desarrollo del portal de la iglesia de San Domenico: en la parte superior, completando la obra iniciada por Maso di Bartolomeo. También en Urbino ejecuta parte de la decoración escultórica del Palazzo della Jole, que debe su nombre a la figura mitológica de Jole, un amante de Hércules, que está esculpida en la chimenea del primer ambiente de la planta baja.
En la Galería Nacional de las Marcas de Urbino se conserva una piedra que representa una Virgen y ángel.